# Gnisten (lodsbåd)
Gnisten, motorbåd nr. 26 er bygget på Christian Nielsens værft i Frederikshavn i 1925. 
Skibet var i drift for Frederikshavn Lodseri frem til 1975.
Skibet var rigget med et gaffelstorsejl og stagfok. 
Oprindelig lå der en 10 hk Hein motor i båden. Senere blev der installeret en 14 hk Hein motor, som igen blev efterfulgt en 20 hk Gamma motor fra Frederikshavn Motorfabrik. 
Under sidste udskiftning blev monteret to Bedford motorer på 110 hk hver.
Skibsbevaringsfonden har godkendt Gnisten som et bevaringsværdigt skib.
Værfthistorisk Selskab Frederikshavn (VHs) er for nuværende, 2005, i gang med renovering af skibet. 